# بوب دوسن
بوب دوسن هو لاعب كرة القدم الكندية كندي، ولد في 4 فبراير 1932 في برادنتون في الولايات المتحدة، وتوفي في 10 ديسمبر 2017 في هاميلتون في كندا.